# Port lotniczy Norðfjörður
Port lotniczy Norðfjörður (isl. Blönduósflugvöllur, IATA: NOR, ICAO: BINF) – islandzki port lotniczy w zlokalizowany w miejscowości Neskaupstaður nad fiordem Norðfjörður.